# Gabriel Marinescu
Gabriel Marinescu (adesea Gavrilă Marinescu, n. 7 noiembrie 1886, Tigveni – d. 27 noiembrie 1940, Jilava) a fost un general și om politic român, care a îndeplinit funcțiile de prefect al Poliției Capitalei (1930-1937), subsecretar de stat la ministerul de interne (1937), ministru de interne (1939) și ministru al ordinii publice (1939).

## Biografie
Gabriel Marinescu s-a născut la data de 7 noiembrie 1886, în comuna Tigveni, județul Argeș. Tatăl său a fost timp de peste patru decenii comandant al Școlii Primare de la Malmaison, astfel încât tânărul Gabriel a trăit printre ofițeri. A studiat la Colegiul „Sfântul Sava", urmând apoi cursurile Școlii Fiilor de Militari din Iași. La 1 iulie 1907, a absolvit Școala Militară de Infanterie și Cavalerie din Dealul Spirii, ca șef al celei de-a 50-a promoții, fiind înaintat la gradul de sublocotenent.
După trei ani a fost avansat locotenent, apoi căpitan (în 1915) și maior (1 aprilie 1917). În perioada primului război mondial, ofițerul Gabriel Marinescu din Regimentul 2 Vânători a luptat în linia întâi în funcția de comandant de batalion. A fost decorat cu Ordinul „Mihai Viteazul" (cea mai înaltă distincție militară de război a României, instituită prin Înaltul Decret Regal nr. 2.968/26 septembrie 1916, semnat de Regele Ferdinand Întregitorul) prin Înaltul Decret Regal nr. 849/11 august 1917, „pentru spiritul de sacrificiu de care a dat dovadă cerând să lupte în linia întâi cu batalionul său la ruperea frontului german de la Mărăști, unde, în ziua de 11 iulie 1917, a cucerit pozițiile întărite ale acestuia și apoi satele Topești și Bârsești, de pe valea râului Putna" .
După război, în anul 1918, este numit comandant al Regimentului 9 Vânători. A fost înaintat apoi la gradele de locotenent-colonel (1921) și, în fine, colonel (1 octombrie 1926). Din inițiativa sa s-a construit Monumentului luptătorilor din Regimentul 9 Vânători, existent și astăzi la intersecția Splaiul Independenței – Șoseaua Cotroceni (la Podul Cotroceni, în zona străzii Ernest Djuvara, de lângă Grădina Botanică), din solda sa și a militarilor comandați de el. Este numit în fruntea Consiliului de Război al Corpului II Armată, apoi adjunct al șefului Statului Major al Inspectoratului General al Jandarmeriei.
După revenirea prințului Carol în țară, colonelul Marinescu și colonelul Paul Teodorescu (comandantul Regimentului 2) îl întâmpină și îl conduc apoi la Cotroceni cu fanfară, cu surle și trâmbițe, fără aprobarea superiorilor, iar aici cele două regimente îl întâmpină în uniformă de mare ceremonie . Ca urmare, la data de 11 iunie 1930, colonelul Marinescu este numit prefect de poliție al Capitalei, îndeplinind această funcție până la 23 februarie 1937. Printre realizările sale se numără înlocuirea gardienilor publici analfabeți.
La data de 23 februarie 1937, este numit subsecretar de stat la Ministerul de Interne în Guvernul Gheorghe Tătărăscu (3), ocupând această demnitate până la 28 decembrie 1937, ministru de interne fiind chiar primul ministru Gheorghe Tătărescu. Este înaintat la gradul de general de brigadă la 10 mai 1937. Revine la 1 februarie 1939 în funcția de subsecretar de stat la Ministerul de Interne în guvernele conduse de patriarhul Miron Cristea și de Armand Călinescu.
La 21 septembrie 1939, după asasinarea lui Armand Călinescu, generalul Marinescu este numit în funcția de ministru de interne, în cabinetul generalului Gheorghe Argeșanu. În această calitate, este însărcinat cu represiunea legionarilor. După o săptămână, Marinescu devine ministru secretar de stat însărcinat cu Ordinea Publică (28 septembrie - 23 noiembrie 1939) în guvernul condus de Constantin Argetoianu.

Cavoul generalului Gabriel Marinescu la Cimitirul Belu.

În septembrie 1940, după proclamarea statului național-legionar și fuga regelui Carol al II-lea, Gabriel Marinescu este arestat în Timișoara în timp ce încerca să fugă din țară și închis la închisoarea militară Jilava, singur în celula nr. 4. În noaptea de 26/27 noiembrie 1940 la orele 01:00, a fost asasinat în celulă de către o echipă a morții legionară. În corpul său s-au găsit 10 gloanțe, din care trei i-au străpuns craniul. După cum precizează relatările celor care au asistat la asasinatele din acea noapte, generalul îi primește pe asasini și, cu ultimele vorbe, îi înjură birjărește .
În anul 1988, în cavoul din cimitirul Bellu, a fost descoperitā o cutie care conținea circa 2 kg de aur în monezi și bijuterii.

## Aprecieri
„Lupeasca, regele, Malaxa, Aristide Blank și Gavrilă Marinescu. Iată sovietul de soldați și șperțari care hotărăsc astăzi soarta guvernelor noastre!”—Constantin Argetoianu
„Generalul Gavrilă Marinescu este un exponent. Un specimen dintr-o serie de cuibare cu ploșnițe sugătoare de sânge din trupul sănătos al nației. Focare de infecție. Nici viața filmată a gangsterilor, nu întrece în peripeții și tertipuri, activitatea acestui borfaș de junglă.”—ziarul "Dreptatea" (PNȚ) din iunie 1935

## Decorații
- Ordinul „Mihai Viteazul”, clasa III, 11 august 1917[4]:p. 92